# حمدی باکالی
حمدی باکالی (آلبانیایی: Hamdi Bakalli; ۱ ژانویهٔ ۱۹۲۳ – ۱ ژانویهٔ ۱۹۹۱) بازیکن فوتبال اهل آلبانی بود.
از باشگاه‌هایی که در آن بازی کرده‌است می‌توان به باشگاه فوتبال دینامو تیرانا، باشگاه فوتبال ولازنیا اشکودر، و باشگاه فوتبال پارتیزانی تیرانا اشاره کرد.
وی همچنین در تیم ملی فوتبال آلبانی بازی کرده‌است.